# Eva-Maria Czakó
Eva-Maria Czakó (* 19. Dezember 1918 in Karlsruhe; † 16. Juni 2012 in Berlin) war eine wissenschaftliche Fotografin.

## Werdegang
Nach dem Studium der Kunstgeschichte in Berlin, Marburg und München und einer Fotografenlehre im Bildarchiv Foto Marburg wurde Eva-Maria Czakó ab Frühjahr 1945 von Professor Richard Hamann für die Dokumentation der nach Marburg verbrachten Kunstwerke in der dort eingerichteten Kunstsammelstelle im Zuge der Restitutionsbetrebungen der Amerikaner eingesetzt. Im Herbst 1945 versetzte man sie im Auftrag der amerikanischen Militärregierung in den Wiesbadener Central Collecting Point, der mittlerweile im Museum Wiesbaden etabliert worden war, wo sie gemeinsam mit ihrer Kollegin Christine Joost bis 1949 Aufnahmen der eingelagerten Kunstwerke erstellte. Sie erstattete einen ausführlichen Bildbericht über die 200.000 aus den Stollen des thüringischen Salzbergwerkes Merkers geborgenen Kunstschätze sowie über die konservatorische und kunsthistorische Arbeit zu deren Rettung.
Im Dezember 1948 erstellte Czako anlässlich einer Ausstellung von 43 Gemälden, 155 Zeichnungen und 80 Radierungen Rembrandts in der Wiesbadener Kunstsammelstelle das offizielle Gruppenfoto mit den politischen Gästen.
Von 1954 bis 1963 arbeitete die Berufsfotografin für das Deutsche Archäologische Institut Athen. Die wissenschaftliche Serie „Lichtbilder von Arkadien“, die Bildzeugnisse von Forschungsprojekten und Objekten aus den archäologischen Museen in Griechenland mit Schwerpunkt Skulptur beinhaltet, entstand in dieser Zeit. Czakó lichtete unter anderem Details der westlichen Metopen des Parthenon in Athen ab, marmorne Bauteile aus dem Akropolis-Museum, ein Relief mit einer Darstellung der Weinlese von Satyrn und Mänaden in Thessaloniki sowie einen dionysischen Sarkophag aus Ioannina. Die genannten Fotografien (und weitere) können heute digitalisiert über die archäologische Objektdatenbank Arachne abgerufen werden.
1962 heiratete Eva-Maria Czakó Gustav Stresow, der ihre Arbeiten zum Fries vom Tempel des heilkundigen Apollon Epikourios im arkadischen Bassae verlegte, in denen der dreidimensionale Zusammenhang der Bilderfolge mit dem Bauwerk deutlich wurde.
An der Münchner Glyptothek beeindruckten ihre „Aufnahmen aller Metopen des Parthenon an der Tempelruine auf der Akropolis und im British Museum, der Relieffriese vom Apollontempel von Bassae in London und der in Ägina und Athen befindlichen Skulpturenteile der Ägineten. Sie hat wohl als die beste Skulpturenfotografin ihrer Generation zu gelten.“
Topographische Aufnahmen belegten Verhältnisse vor Ort, die sich bald verändern sollten. Der Blick vom Parthenon über ein noch begrenztes Athen, Landschaften im Parnaß, vor dem Olymp, in der Ebene von Argos, auf der Höhe über dem delphischen Phokis, zu dem noch keine Schnellstraße führt, bewiesen den antiken Einklang von Baukunst und Natur.
Czakó arbeitete für die großen Archäologen ihrer Zeit wie Walter-Herwig Schuchhardt und Christos Karusos. Ernst Buschor widmete sie prächtige Aufnahmen griechischer Gemmen, Emil Kunze „Korinthische Helme“ und eine fotografische Dokumentation der Funde in der Werkstatt des Phidias zu Olympia. 1994 wurden ihre Werke in den Antikensammlungen am Königsplatz in München ausgestellt.

## Werke
- Sachaufnahmen aus der Arbeit für die Kunstrestitution in der Fotothek des Zentralinstituts für Kunstgeschichte, München
- Archäologische Aufnahmen in der Fotothek des Deutschen Archäologischen Instituts, Athen
- Katalog, Zurückgekehrte Meisterwerke aus dem Besitz der Berliner Museen, Bildteil, Central Collecting Point, Wiesbaden Herbst – Winter 1948
- Reproduktion von Fritz Winter, Große Landschaft, 1951, Das Werk, Bd. 39, Basel 1952, S. 276[7]
- Griechische Gemmen. (Bildteil), Insel Verlag, Wiesbaden 1957 (Insel-Bücherei 612/1)
- Charline Hofkes-Brukker, Alfred Mallwitz, Der Bassai-Fries in der ursprünglich geplanten Anordnung, München 1975
- Blick auf Griechenland, Fotografien 1954–1963, München 1994
- Lichtbilder aus Arkadien sowie eine bukolische Zeichnung von Picasso, Versteigerungskatalog, München 1994